# Festival du cinéma américain de Deauville 2011
Le Festival du cinéma américain de Deauville 2011, la 37e édition du festival, et s'est déroulé du 2 au 11 septembre 2011.

## Jury

### Jury de la sélection officielle

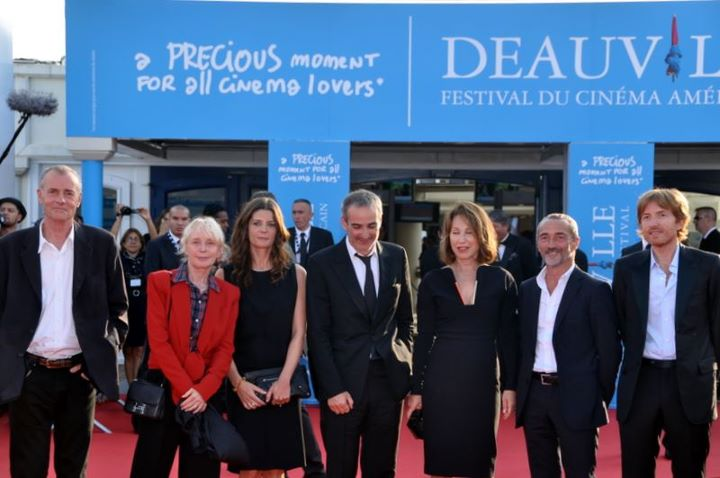
Le jury du Festival 2011.

|  | Nom                                 | Qualité                    | Nationalité |
|  | ----------------------------------- | -------------------------- | ----------- |
|  | Olivier Assayas (président du jury) | réalisateur et scénariste  | France      |
|  | Nathalie Baye                       | actrice                    | France      |
|  | Claire Denis                        | réalisatrice et scénariste | France      |
|  | Nicolas Godin                       | musicien                   | France      |
|  | Chiara Mastroianni                  | actrice                    | France      |
|  | Angelin Preljocaj                   | chorégraphe                | France      |
|  | Jean Rolin                          | écrivain et journaliste    | France      |
|  | Bruno Todeschini                    | acteur                     | France      |

### Jury de la Révélation Cartier

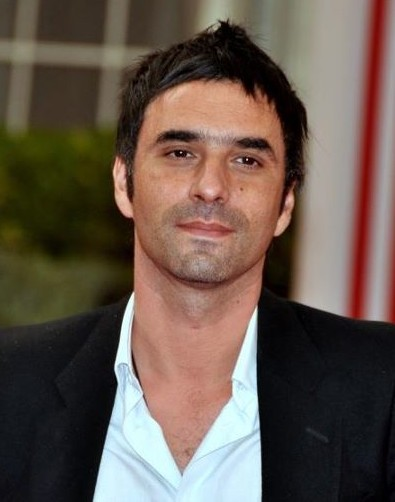
Samuel Benchetrit, président du jury de la Révélation Cartier.

- Samuel Benchetrit (président)
- Leila Hatami
- Sabrina Ouazani
- Elisa Sednaoui
- Benjamin Siksou

## Sélection

### En Compétition
- All She Can de Amy Wendel
- Another Earth de Mike Cahill
- Another Happy Day de Sam Levinson
- En secret (Circumstance) de Maryam Keshavarz
- Detachment de Tony Kaye
- Jess + Moss de Clay Jeter[2]
- On the Ice de Andrew Okpeaha Maclean
- Return de Liza Johnson
- Take Shelter de Jeff Nichols
- Terri de Azazel Jacobs
- Summertime (The Dynamiter) de Matthew Gordon
- Trust de David Schwimmer
- Without de Mark Jackson
- Yelling to the Sky de Victoria Mahoney

### Premières - hors compétition
- Fright Night de Craig Gillespie

### Premières
- 4 h 44 Dernier jour sur Terre (4:44 Last Day on Earth) d'Abel Ferrara
- Bringing Up Bobby de Famke Janssen
- Crazy, Stupid, Love de John Requa et Glenn Ficarra
- Dark Horse de Todd Solondz
- Drive de Nicolas Winding Refn
- Fright Night de Craig Gillespie
- Restless de Gus Van Sant
- The Artist de Michel Hazanavicius
- Échange standard (The Change-Up) de David Dobkin
- La Conspiration (The Conspirator) de Robert Redford
- La Couleur des sentiments (The Help) de Tate Taylor
- Le Roi lion 3D (The Lion King) de Roger Allers et Rob Minkoff
- Too Big to Fail : Débâcle à Wall Street   (Too Big to Fail) de Curtis Hanson

### Les docs de l'Oncle Sam
- Bobby Fischer Against the World de Liz Garbus
- Buck de Cindy Meehl
- Corman's world : Exploits of a Hollywood rebel de Alex Stapleton
- À la une du New York Times (Page One: Inside the New York Times) de Andrew Rossi
- Le Projet Nim (The Project Nim) de James Marsh
- Revenge of the Electric Car de Chris Paine
- Sing Your Song de Susanne Rostock
- The Black Power Mixtape 1967-1975 de Göran Olsson

### Les Hommages
- Francis Ford Coppola, président d'honneur
- Blake Edwards
- Danny Glover
- Shirley Maclaine
- Todd Solondz
- Naomi Watts

### Carte Blanche
- Arsenic et vieilles dentelles (Arsenic and Old Lace)
- Edward aux mains d'argent (Edward Scissorhands)
- Macadam Cowboy (Midnight Cowboy)
- Le Grand Sommeil (The Big Sleep)
- La Nuit du chasseur (The Night of the Hunter)
- La Prisonnière du désert (The Searchers)

### Les Nuits américaines
- 21 Grammes (21 Grams) d'Alejandro González Iñárritu
- Arsenic et vieilles dentelles (Arsenic and Old Lace) de Frank Capra
- Bienvenue, mister Chance (Being There) de Hal Ashby
- La Légende de Beowulf (Beowulf) de Robert Zemeckis
- Ma Sorcière bien-aimée (Bewitched) de Nora Ephron
- Boire et Déboires (Blind Date) de Blake Edwards
- Boesman et Lena (Boesman and Lena) de John Berry
- Dracula (Bram Stoker's Dracula) de Francis Ford Coppola
- Diamants sur canapé (Breakfast at Tiffany's) de Blake Edwards
- Les Promesses de l'ombre (Eastern Promises) de David Cronenberg
- Fair Game de Doug Liman
- Funny Games U.S. de Michael Haneke
- Grand Canyon de Lawrence Kasdan
- Irma la Douce de Billy Wilder
- Killing Zoe de Roger Avary
- Kill Kong de Peter Jackson
- L'Arme fatale (Lethal Weapon) de Joel Silver
- Life During Wartime de Todd Solondz
- Macadam Cowboy (Midnight Cowboy) de John Schlesinger
- Mulholland Drive de David Lynch
- Palindromes de Todd Solondz
- S.O.B. de Blake Edwards
- Storytelling de Todd Solondz
- Tetro de Francis Ford Coppola
- La Garçonnière (The Apartment) de Billy Wilder
- Le Grand Sommeil (The Big Sleep) de Howard Hawks
- La Rumeur (The Children's Hour) de William Wyler
- La Couleur pourpre (The Color Purple) de Steven Spielberg
- Le Parrain (Mario Puzo's The Godfather) de Francis Ford Coppola
- La Party de Blake Edwards
- La Panthère rose (The Pink Panther) de Blake Edwards
- Les Lois de l'attraction (The Rules of Attraction) de Roger Avary
- La Prisonnière du désert (The Searchers) de John Ford
- La Rage au cœur (To Sleep with Anger) de Charles Burnett
- Victor Victoria de Blake Edwards
- Bienvenue dans l'âge ingrat (Welcome to the Dollhouse) de Todd Solondz
- L'Homme sans âge (Youth Without Youth) de Francis Ford Coppola

### Deauville Saison 2
- Borgia
- The Chicago Code
- Episodes
- Justified
- The Killing

### La leçon de scénario
- La Légende de Beowulf (Beowulf)
- Killing Zoe
- Les Lois de l'attraction (The Rules of Attraction)

### Silence...
- Robin des Bois (Robin Hood)
- Le Kid (The Kid)
- Le Voleur de Bagdad (The Thief of Bagdad)

## Palmarès
| Prix                               | Lauréat                                      |
| ---------------------------------- | -------------------------------------------- |
| Grand prix                         | Take Shelter de Jeff Nichols                 |
| Prix du jury                       | Summertime (The Dynamiter) de Matthew Gordon |
| Prix de la critique internationale | Detachment de Tony Kaye                      |
| Prix de la Révélation Cartier      | Detachment de Tony Kaye                      |
| Prix Michel-d'Ornano               | 17 filles de Delphine et Muriel Coulin       |